# Collio Goriziano Pinot Bianco
Le Collio Goriziano Pinot Bianco (ou Collio Pinot Bianco) est un vin blanc italien de la région Frioul-Vénétie Julienne doté d'une appellation DOC depuis le 3 novembre 1989. Seuls ont droit à la DOC les vins récoltés à l'intérieur de l'aire de production définie par le décret. Les vignobles autorisés se situent dans la province de Gorizia dans les communes et hameaux de Brazzano, Capriva del Friuli, Cormons - Plessiva, Dolegna del Collio, Farra d'Isonzo, Lucinico, Mossa, Oslavia, Ruttars et San Floriano del Collio.
Le Collio Goriziano Pinot Bianco répond à un cahier des charges moins exigeant que le Collio Goriziano Pinot Bianco riserva, essentiellement en relation avec le vieillissement.

## Caractéristiques organoleptiques
- couleur : jaune paille plus ou moins intense.
- odeur : caractéristique, agréable, délicat
- saveur : sec, plein, harmonique,

Le Collio Goriziano Pinot Bianco se déguste à une température comprise entre 8 et 10 °C. Il se gardera 1 - 2 ans.

## Production
Province, saison, volume en hectolitres :
- Gorizia (1990/91) 8571,53
- Gorizia (1991/92) 7124,15
- Gorizia (1992/93) 10138,43
- Gorizia (1993/94) 7288,61
- Gorizia (1994/95) 5869,26
- Gorizia (1995/96) 5528,13
- Gorizia (1996/97) 6660,41